# Činčila vlnatá
Činčila vlnatá (Chinchilla lanigera) je endemický jihoamerický, téměř vyhubený hlodavec žijící na severu Chile podél Andského pohoří. V minulosti byl v rodu činčila rozeznáván pouze jediný druh, který byl po výsledcích z molekulárního výzkumu rozdělen na dva, činčilu vlnatou a činčilu krátkoocasou. Areály obou druhů se v přírodě částečně překrývají, zvířata se příležitostně kříží, ale samčí potomci jsou neplodní.

## Popis
Činčila vlnatá je podobného vzhledu jako malý králík, bývá od hlavy na konec těla dlouhá 22,5 až 28  cm a průměrně váží 0,5 až 0,8 kg. Dlouhý huňatý ocas mívá asi třetinovou délku těla. Má širokou hlavu, dlouhé uši a velké černé oči. Její silné zadní nohy umožňují rychle běhat a skákat. Na hřbetě je namodralá, šedavě bílá nebo hnědavě šedá, břicho má žlutavě bílé. Charakteristická je její "plyšová", velmi hustá a měkká srst. Zatímco lidem z vlasového folikulu vyrůstá jeden vlas, u činčily to bývá více než padesát chlupů. Viditelný pohlavní dimorfismus spočívá ve velikosti, samci jsou větší a delší než samice.

## Chování
Vyskytují se pouze na několika lokalitách v opuštěných, špatně přístupných, vyprahlých oblastech severních chilských And, obvykle v nadmořské výšce 400 až 1650 m. Půda je tam kamenitá nebo písčitá s řídkým výskytem trnitých keřů, sukulentů, kaktusů a s porostem nízkých suchomilných travin. Činčily si tam zřizují úkryty pod kameny nebo ve skalních štěrbinách.
Plachá zvířata žijí v koloniích, které se v minulosti skládaly i ze stovky jedinců, v současnosti bývají až desetkrát menší. Nory si vyhrabávají mezi kořeny rostlin a pod kameny, nebo využívají skalních trhlin. Jsou to noční zvířata, jejich aktivita vrcholí za soumraku a svítání, kdy opouštějí nory a shánějí potravu. Ojediněle lze za slunných dnů spatřit i přes den, jak hbitě lezou a skáčou po skalnatém terénu v okolí nor. Samice jsou dominantním pohlavím a bývají vůči sobě poměrně agresivní, vrčí, cvakají zuby a močí, fyzicky však na sebe neútočí, v době říje se podobně chovaní i k samcům. Jedince chovaného v domácnosti lze navyknout na majitele, s kterým si pak hraje.

## Potrava
Jsou to všežravci, živí hlavně tvrdou trávou, mladými výhonky keřů, semeny a ostatní dostupnou vegetací, nepohrdnou ani příležitostně lapeným hmyzem nebo ptačími vejci. Jejich běžná strava je málo výživná a chudá na tekutiny. Při krmení sedí vzpřímeně na zadních nohou a žrádlo si přidržují předními tlapkami.

## Rozmnožování
Samice jsou monogamní a mívají dva vrhy za rok, obvykle v květnu a listopadu. Po 111 dnech březosti se rodí dvě až tři poměrně velká mláďata, která váží 35 gramů, vidí a jsou plně osrstěná. Samice je kojí až dva měsíce a ve věku osmi měsíců se stávají pohlavně dospělá. V přírodě se předpokládá jejich průměrný věk okolo 10 let, v zajetí někteří jedinci žijí i 20 roků. Z přirozených nepřátel je nejvíce ohrožují lišky a sovy.

## Ohrožení
Ve volné přírodě byla ještě počátkem 19. století početným druhem, s nástupem osídlování tamní krajiny začala být lovena pro maso a příležitostně i kožešiny. S příchodem 20. století se kožešina stála módní záležitosti a činčily začaly být ve velkých počtech lovené a také lapané a odvážené na kožešinové farmy. Uvádí se, že v létech 1895 až 1921 bylo z Chile vyvezeno více než tři milióny kožešin a živých zvířat.
Nelegálním lovem a ničením přirozeného prostředí, vypalováním a mýcením tamních keřů za účelem rozšíření pastvin pro skot a kozy, se jejich stavy v polovině 20. století natolik snížily, že byly činčily považované za téměř vymizelé. V Chile je jejich lov i vývoz živých zvířat již od roku 1929 zakázán, ale na odlehlých územích je zákaz pramálo vynucován.
Roku 1977 byla činčila vlnatá zařazena do CITES I a v roce 1983 byla zřízená speciální rezervace na jejich ochranu Reserva nacional Las Chinchillas, ve které žije asi polovina z celkové současné populace. V roce 2016 odhadoval IUCN jejich celkový počet na 5350 zvířat a předpovídá dále jejich pokles. Je proto na stránkách IUCN vyhodnocená jako ohrožený druh (EN).